# PRR7
PRR7 (англ. Proline rich 7, synaptic) – білок, який кодується однойменним геном, розташованим у людей на 5-й хромосомі. Довжина поліпептидного ланцюга білка становить 274 амінокислот, а молекулярна маса — 30 930.
| 10         |  | 20         |  | 30         |  | 40         |  | 50         |
| ---------- |  | ---------- |  | ---------- |  | ---------- |  | ---------- |
| MVMSQGTYTF |  | LTCFAGFWLI |  | WGLIVLLCCF |  | CSFLRRRLKR |  | RQEERLREQN |
| LRALELEPLE |  | LEGSLAGSPP |  | GLAPPQPPPH |  | RSRLEAPAHA |  | HSHPHVHVHP |
| LLHHGPAQPH |  | AHAHPHPHHH |  | ALPHPPPTHL |  | SVPPRPWSYP |  | RQAESDMSKP |
| PCYEEAVLMA |  | EPPPPYSEVL |  | TDTRGLYRKI |  | VTPFLSRRDS |  | AEKQEQPPPS |
| YKPLFLDRGY |  | TSALHLPSAP |  | RPAPPCPALC |  | LQADRGRRVF |  | PSWTDSELSS |
| REPLEHGAWR |  | LPVSIPLFGR |  | TTAV       |  |            |  |            |

A: Аланін

C: Цистеїн

D: Аспарагінова кислота

E: Глутамінова кислота

F: Фенілаланін

G: Гліцин

H: Гістидин

I: Ізолейцин

K: Лізин

L: Лейцин

M: Метіонін

N: Аспарагін

P: Пролін

Q: Глутамін

R: Аргінін

S: Серин

T: Треонін

V: Валін

W: Триптофан

Кодований геном білок за функцією належить до фосфопротеїнів. 
Задіяний у такому біологічному процесі, як альтернативний сплайсинг. 
Локалізований у клітинній мембрані, мембрані, клітинних контактах, синапсах.